# Aleucosia colona
Aleucosia colona är en tvåvingeart som beskrevs av Yeates 1991. Aleucosia colona ingår i släktet Aleucosia och familjen svävflugor.
Artens utbredningsområde är Sydaustralien. Inga underarter finns listade i Catalogue of Life.